# Miloš Brezinský
Miloš Brezinský (* 2. April 1984 in Trenčín, Tschechoslowakei) ist ein ehemaliger slowakischer Fußballspieler und jetziger -trainer.

## Karriere
Brezinský spielte in seiner Jugend für den AFC Nové Mesto nad Váhom und den FK AS Trenčín. Mit 18 Jahren wechselte der Verteidiger, bis dahin ohne einen Profieinsatz, zu Slovan Liberec und unterschrieb dort einen Fünfjahresvertrag. In der ersten Mannschaft konnte sich der Slowake nicht durchsetzen und spielte in der 3. Liga für das B-Team Slovans. Seinen einzigen Einsatz für die A-Mannschaft und damit sein Profidebüt gab Brezinský am 11. April 2004 beim 4:1-Erfolg gegen Marila Příbram. Im Sommer 2004 wurde er an den Zweitligisten SK Kladno ausgeliehen, die Rückrunde der Saison 2004/05 verbrachte er auf Leihbasis im slowakischen Rimavská Sobota.
Zur Saison 2005/06 kehrte er nach Liberec zurück, wurde aber sofort an den FK Mladá Boleslav weitergereicht, wo er regelmäßig zum Einsatz kam. Am ersten Spieltag der Saison 2006/07 erzielte er seinen ersten Treffer im Profibereich, es war das Siegtor beim 2:1-Erfolg des FK Mladá Boleslav gegen Sigma Olmütz. In der Winterpause derselben Saison kehrte Brezinský erneut nach Liberec zurück und erkämpfte sich in der Abwehr-Viererkette einen Stammplatz. In elf Spielen erzielte er ein Tor. Im August 2007 wechselte er erneut den Verein, diesmal wurde er Sparta Prag ausgeliehen. In der Winterpause der Saison 2007/08 wechselte er zum rumänischen Klub FCU Politehnica Timișoara. War er dort in der Rückrunde 2007/08 noch Stammkraft, kam er in der Spielzeit 2008/09 nur noch acht Mal zum Einsatz und hatte damit geringen Anteil an der Vizemeisterschaft seines Teams.
Nachdem Brezinský in der Saison 2009/10 nur noch einmal zum Zuge gekommen war, verließ er den Klub im Sommer 2010 zu Viktoria Pilsen. Mit Pilsen konnte er die Meisterschaft 2011 gewinnen. Anfang September 2011 wurde er für die Saison 2011/12 an Dynamo Budweis ausgeliehen. Nach seiner Rückkehr wurde ein halbjähriges Leihgeschäft mit dem kasachischen Klub Aqschajyq Oral vereinbart. Anfang 2013 verließ er Viktoria zum slowakischen Erstligisten 1. FC Tatran Prešov. Mit seinem neuen Klub musste er am Ende der Spielzeit 2012/13 absteigen. Er blieb dem Klub auch eine Liga tiefer erhalten. Anfang 2014 verließ er Tatran zu ŠKF Sereď in die dritte slowakische Liga. Mitte 2014 wechselte er Rimavská Sobota, das mittlerweile in der zweiten slowakischen Liga spielte. Dort kam er jedoch nicht zum Einsatz. Anfang 2015 wechselte er zum ASK Kottingbrunn in die Landesliga Niederösterreich. Danach absolvierte er die Spielzeit 2015/16 beim TSU Hafnerbach in der achtklassigen 2. Klasse Alpenvorland und beendete die Saison mit dem Team auf dem zwölften von 14 Plätzen. Im Sommer 2016 wechselte er zum Siebentligisten FK Hainburg, absolviert für diesen bis zur Winterpause 2016/17 zehn Meisterschaftsspiele, in denen er vier Treffer beisteuerte und schien danach bei keinem weiteren österreichischen Verein mehr auf.
Um das Jahr 2023 war er Trainer des tschechischen Amateurklubs TJ Sokol Doubí.

## Erfolge
- Tschechischer Meister: 2011
- Rumänischer Vizemeister: 2009

## Familie
Sein jüngerer Bruder Tomáš (* 1986) war ebenfalls als Profifußballspieler tätig und spielte nach seiner Jugend in der Slowakei auch als Amateur in Tschechien und Deutschland.